# Stig Nelson
Stig Arne Nelson, född 21 augusti 1918 i Helsingborg, död 30 september 1987 i Malmö, var en svensk teaterdekoratör och målare.

## Biografi
Stig Nelson var son till köpmannen Sigfrid Nelson och Ewa Forsberg och från 1946 gift med Karin Bergliot Elisabeth Bergman. Nelson studerade vid Slöjdföreningens skola i Göteborg 1941–1944 och under studieresor till Nederländerna, Belgien och Frankrike. Han var anställd som teaterdekoratör vid Göteborgs stadsteater 1943–1953 och därefter vid Malmö stadsteater. Under Göteborgstiden utförde han bland annat scenbilder till Axel Strindbergs Festen snart förbi och Kjeld Abells Vetsera. I Malmö uppmärksammades hans dekor till Don Juan och Ingmar Bergmans Trämålning där han som förlaga använde ingången till ett vapenhus i en svensk kyrka.

## Teater

### Scenografi och kostym (ej komplett)
| År   | Produktion | Upphovsmän                                                                              | Regi             | Teater            | Noter                 |
| ---- | --- | --------------------------------------------------------------------------------------- | ---------------- | ----------------- | --------------------- |
| 1955 | Don Juan Don Juan, ou le Festin de Pierre | Molière Översättning Tor Hedberg                                                        | Ingmar Bergman   | Malmö stadsteater | Kostym och scenografi |
| 1955 | Trämålning | Ingmar Bergman                                                                          | Ingmar Bergman   | Malmö stadsteater | Kostym och scenografi |
| 1956 | Fruar på vift Le Dindon | Georges Feydeau Översättning Raoul af Hällström                                         | Yngve Nordwall   | Malmö stadsteater | Kostym och scenografi |
| 1956 | Snaran | Werner Aspenström                                                                       | Yngve Nordwall   | Malmö stadsteater | Scenografi            |
| 1965 | Lyckliga draken Le Drame du Fukuryu-Maru | Gabriel Cousin Översättning Mikaela Leckius och Ingemar Leckius                         | Josef Halfen     | Malmö stadsteater | Scenografi            |
| 1966 | Mordet på Marat Die Verfolgung und Ermordung Jean Paul Marats dargestellt durch die Schauspielgruppe des Hospizes zu Charenton unter Anleitung des Herrn de Sade | Peter Weiss Översättning Britt G. Hallqvist                                             | Jan Lewin        | Malmö stadsteater | Scenografi            |
| 1967 | Å, vilken härlig fred! | Hans Alfredson och Tage Danielsson                                                      | Jan Lewin        | Malmö stadsteater | Kostym och scenografi |
| 1967 | Den girige L'Avare ou l'École du mensonge | Molière Översättning Allan Bergstrand                                                   | Eva Sköld        | Malmö stadsteater | Scenografi            |
| 1968 | Trojanskorna Τρῳάδες, Trōiades | Euripides Översättning Britt G Hallqvist                                                | Eva Sköld        | Malmö Stadsteater | Scenografi och kostym |
| 1968 | Spelman på taket Fiddler on the Roof | Joseph Stein, Jerry Bock och Sheldon Harnick Översättning Alf Hambe och Pierre Fränckel | Pierre Fränckel  | Malmö stadsteater | Scenografi            |
| 1969 | Fan ska vara teaterdirektör | August Blanche                                                                          | Per Siwe         | Malmö stadsteater | Scenografi            |
| 1971 | Vår i luften Boeing Boeing | Marc Camoletti Översättning Lennart Lagerwall                                           | Egon Larsson     | Malmö stadsteater | Scenografi            |
| 1975 | Tribadernas natt | Per Olov Enquist                                                                        | Lennart Olsson   | Malmö stadsteater | Scenografi            |
| 1978 | Harvey | Mary Chase Översättning Tom Lagerborg                                                   | Anders Bäckström | Malmö stadsteater | Scenografi            |
| 1979 | Det är väl mitt liv? Whose Life Is It Anyway? | Brian Clark Översättning Kåre Santesson                                                 | Torsten Sjöholm  | Malmö stadsteater | Scenografi            |
| 1979 | Klubbat! Ten Times Table | Alan Ayckbourn Översättning Anna och Sture Pyk                                          | Eva Sköld        | Malmö stadsteater | Scenografi            |